# Peixe-semáforo-da-Australásia
O peixe-semáforo-da-Australásia (Malacosteus australis), é uma espécie de peixe abissal pertencente a família Stomiidae, mesma família que inclui os peixes-dragão e peixes-víbora. Por ser uma espécie que habita águas profundas, possui o corpo todo escuro, com órgãos bioluminescentes, de coloração vermelha e azul, a maioria das espécies abissais não é capaz de produzir bioluminescência na coloração vermelha, deixando-o totalmente invisível para os predadores e presas, pois a maioria das outras espécies não é capaz de perceber a luz vermelha.
Por ser uma espécie abissal e de difícil captura, não se sabe muito sobre a sua distribuição nativa, com indivíduos coletados e avistados em ilhas do hemisfério sul do Oceano Pacífico e índico, no arquipélago da Australásia, Nova Caledônia e Austrália.